# Ray Harrison
Raymond William Harrison (21 tháng 6 năm 1921 – tháng 6 năm 2000) là một cầu thủ bóng đá người Anh từng thi đấu ở vị trí tiền đạo trung tâm tại Football League cho Burnley, Doncaster Rovers và Grimsby Town. Harrison được nhớ đến nhiều nhất ghi bàn thắng quyết định cho Burnley trong bán kết Cúp FA.
Sau đó ông dẫn dắt Frickley Colliery ở Midland League và có một tiệm bán hàng thể thao ở Doncaster.